# نسیمی (صابرآباد)
نسیمی (به ترکی آذربایجانی: Nəsimi، تا ۱ سپتامبر ۲۰۰۴ Xersonovka خرسونوفکا) یک منطقه مسکونی در جمهوری آذربایجان است که در شهرستان صابرآباد واقع شده‌است. نسیمی ۷۰۲ نفر جمعیت دارد.